# Swing High, Swing Low
Swing High, Swing Low è un film del 1937, diretto da Mitchell Leisen, basato sull'opera teatrale Burlesque di George Manker Watters e Arthur Hopkins, andata in scena a Broadway nel biennio 1927-28.

## Trama
Impiegata come (improvvisata) parrucchiera su una nave, Maggie King, di passaggio attraverso il canale di Panama, scesa a terra vi incontra Skid Johnson, appena congedato dall'esercito e valente trombettista. Insieme alla sua collega Ella, Maggie prende parte ad un'uscita notturna con Skid, accompagnati dall'amico di lui Harry, pianista residente del luogo, in locale di Balboa, dove le insistenti avances di un avventore ispanico verso Maggie provocano una rissa. La polizia interviene, ferma Skid e Maggie: le cose si dilungano, e la ragazza non fa in tempo a risalire sulla sua nave. Costretta a terra, si stabilisce, insieme a Skid, nella disordinata dimora di Harry.
Fra Skid e Maggie si instaura una relazione. Murphy, la proprietaria del Murphy's Café y Bar, li assume come intrattenitori: Skid e Harry suonano, e Maggie canta, entrando in conflitto con l'altra cantante del locale, Anita Alvarez, tanto più in quanto Anita è l'ex fidanzata di Skid. Anita in breve tempo, però, si trasferisce al Club El Greco di New York per un ingaggio più remunerativo. Anche Maggie, su suggerimento di Ella, intravede la possibilità di un migliore impiego nella grande mela, e comincia coll'acquistare un biglietto per il passaggio marittimo. Biglietto che ella cede a Skid quando un impresario, Georgie, rivela che Skid, a New York, potrebbe avere grandissimo successo. Intanto Skid e Maggie si sono sposati: lui parte per New York, avendo stabilito con la moglie che le avrebbe mandato al più presto il denaro perché potesse raggiungerlo.
Il locale in cui Skid inizia la sua brillante carriera newyorchese è – fatalità - lo stesso Club El Greco dove si esibiva Anita, colla quale egli ora forma un duo artistico acclamato. Ed effettivamente l'ascesa di Skid alla fama è fulminea. Ma, sedotto dalle attrazioni della metropoli – e sviato dal rancore di Anita, che non esita a intercettare e sopprimere messaggi a lui inviati dalla moglie – l'incostante Skid cede allo sfavillio della nuova vita, e finisce col trascurare la lontana moglie – per incosciente negligenza più che per volontà -, dimenticandosi ad esempio di rispondere alle sue lettere e di tener fede all'impegno di fornirle i mezzi necessari per un loro ricongiungimento.
Con mezzi propri Maggie raggiunge New York: non trovando Skid ad attenderla al porto (la rancorosa Anita gli aveva intercettato ed occultato il telegramma con la quale Maggie gli preannunciava il suo arrivo), la ragazza telefona ad Anita. Risponde Skid - che si trovava da lei per un drink notturno, senza secondi fini – che non la riconosce. È solo quando Maggie comunica a Skid la sua intenzione di divorziare (con l'iniziale intenzione di riunirsi al suo ex Harvey Howell) che il giovane musicista si rende conto della propria colpevole negligenza. Si dà al bere, trascura gli impegni, la sua carriera termina, perde i propri contatti nel mondo dello spettacolo, dai quali è ridotto ad accettare umilianti elemosine.
Passa del tempo: Maggie ha ottenuto il divorzio; Harry, sapendo l'amico in difficoltà, gli offre la possibilità di esibirsi nella sua nuova band con la quale ha in programma un intervento radiofonico. La trasmissione ha inizio; Skid è ubriaco, e l'esito sarebbe catastrofico se non fosse per l'inaspettato apparire di Maggie, che conforta l'ex-marito e gli conferma di voler continuare la relazione. I due si impegnano davanti ai microfoni in un vecchio hit che usavano eseguire a Panama, e terminano su un acuto che non manca – a dire dei produttori – di riportare Skid in auge.

## Produzione
Le riprese sono terminate il 27 gennaio 1927; gli esterni sono stati girati nella Zona del Canale di Panama e nella città di Panama (cattedrale dell'Assunzione di Maria Vergine). Le riprese interne sono state effettuate ai Paramount Studios di Hollywood. La produzione è costata 739621 dollari. Il titolo di lavorazione del film era Morning, Noon and Night. Oscar Hammerstein II aveva completato nell'aprile del 1936 la prima stesura della sceneggiatura, intitolata Hot Trumpet, che prevedeva nei ruoli principali Una Merkel, Lynne Overman e Dona Drake; la parte di Skid in seguito è stata offerta a Gary Cooper, e successivamente a Bing Crosby, entrambi i quali hanno rifiutato l'offerta.
Swing High, Swing Low è il terzo dei quattro film con la coppia Carole Lombard-Fred MacMurray come protagonista: gli altri sono I milioni della manicure (1935, sempre a regia di Mitchell Leisen, che aveva curato la regia anche per Bolero, del 1934, con la Lombard), Resa d'amore (1936) e La moglie bugiarda (1937).
Il lavoro teatrale Burlesque di George Manker Watters e Arthur Hopkins, su cui si basa il film, era già stato fatto oggetto di un adattamento cinematografico nel 1929 con La danza della vita di John Cromwell e A. Edward Sutherland; successivamente, nel 1948 Walter Lang ha curato la regia di When My Baby Smiles at Me, un'ulteriore versione filmica dell'opera, prodotta dalla 20th Century Fox, alla quale la Paramount aveva venduto i diritti. Ulteriori adattamenti televisivi della commedia, tutti con il titolo Burlesque sono stati: un episodio della serie televisiva statunitense The Philco Television Playhouse, andato in onda nell'aprile 1949, a regia di Victor McLeod; un episodio di The Prudential Family Playhouse del gennaio 1951, con Bert Lahr nella parte di Skid; e un episodio della serie Broadway Television Thetre del giugno 1952, con Buddy Ebsen.
Il film è entrato nel 1965 nel pubblico dominio negli Stati Uniti, non avendone gli aventi diritto rinnovato la registrazione del copyright nel ventottesimo anno dopo la pubblicazione, come stabiliscono le leggi statunitensi sul diritto d'autore.

## Colonna sonora
Nel film vengono eseguiti i brani Swing High, Swing Low (1937) di Burton Lane, con testo di Ralph Freed; Panamanian (1937) e I Hear a Call to Arms (1937), entrambe di Sam Coslow e Al Siegel; You're Are in the Army Now (1917), di Isham Jones su testo di Tell Taylor e Ole Olsen; e Then It Isn't Love (1937) di Ralph Rainger con testo di Leo Robin.
A suonare la tromba doppiando MacMurray sono stati due solisti della Victor Young's Orchestra, Frank Zinziv e William Candreva.

## Distribuzione

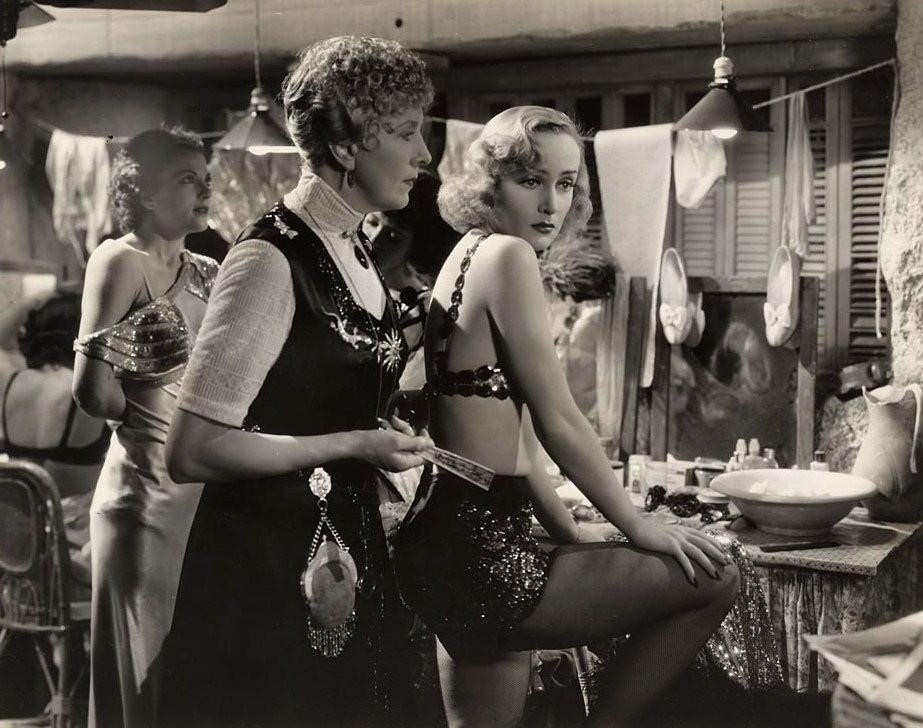
Cecil Cunningham (al centro) e Carole Lombard (a destra) in una scena del film

Distribuito dalla Paramount Pictures, il film è uscito nelle sale cinematografiche statunitensi il 12 marzo 1937. Swing High, Swing Low non è stato distribuito in Italia.
Swing High, Swing Low è stato fatto oggetto di svariate edizioni in DVD (e precedentemente in VHS).

## Accoglienza
Il critico Frank Nugent stroncava il film sul New York Times del 15 aprile 1937: "Al Paramount Carole Lombard e Fred MacMurray affrontano le banali trovate di Swing High, Swing Low (nato Burlesque) con la disinvoltura che è loro propria, elevando una storia di routine al livello di un film di routine con qualcosa in più. Questo qualcosa in più è estremamente piccolo, a volte quasi invisibile. Ricordiamo di essere stati impressionati dalle inquadrature delle chiuse di Panama, da quella di MacMurray con la barba, dall'abbigliamento tropicale di Charles Butterworth in sciarpa e cappotto. Ciò che avanza è sostanzialmente irrilevante: magro bottino per un film che impiega un'ora e trentacinque minuti per delineare l'ascesa, il crollo e la possibile risorgenza di un re della tromba. (…) Come tutte le ruote panoramiche, Swing High, Swing Low non va veramente da nessuna parte – almeno non in quelle parti dove non siate già stati. I suoi attori avrebbero dovuto essere stati trattati meglio."
Più conciliante il commento apparso su Variety del 21 aprile 1937: "Swing High, Swing Low si è già dimostrato in alcune delle città più importanti come un buon affare al botteghino. (…) Fa buona presa sui giovani e dovrebbe rivelarsi soddisfacente per il pubblico standard (…) Saghe sui principi dei night-club che quando cominciano a perdere terreno crollano vertiginosamente sono diventate un po' troppo consuete, così come la situazione basilare di triangolo sentimentale (…) Tuttavia, l'esperta accoppiata" di Carole Lombard e Fred MacMurray "riesce egregiamente a sostenere le esigenze della trama. Il produttore Arthur Hornblow e il regista Mitch Leisen hanno arricchito il tutto con le piacevoli amenità del caso. (…) La fotografia e in generale gli aspetti tecnici sono efficaci, in particolare i pochi ma incisivi effetti fotografici di Farciot Edouart (…) Il crescente uso che si fa di recente del montaggio non intrusivo ma adeguato a sottolineare gli stati d'animo, fra l'altro, sembra mostrare la strada verso un'arte cinematografica nuova e migliore."
In tempi più recenti, il critico cinematografico Derek Malcom così si esprime sul film: "I migliori film hollywoodiani sono spesso i meno ambiziosi. Più Hollywood cerca di darsi delle arie, più si rivela futile. Ricordate Swing High, Swing Low, Un colpo di fortuna, o Ricorda quella notte? Probabilmente no. Sono stati realizzati da Mitchell Leisen, che ha lavorato negli anni trenta, quaranta e cinquanta, e non è mai stato considerato un regista fra i maggiori. Ma guardando i suoi film adesso, vi possiamo scorgere un maestro fra i minori. (…) Swing High, Swing Low è una storia d'amore dolceamara che ai tempi sembrava già essere un po' datata. Ma adesso pare grandiosa. (…) La trama non è niente di speciale, ma l'interpretazione attoriale sì. (…) Leisen era un regista che poteva dare un bell'aspetto alle cose, stava al passo con la trama, vezzeggiava i propri cast, e non aveva paura di esplorare gli svariati aspetti del sentimento. Solo quando affrontava tematiche più grandi i suoi film diventavano pesanti."